# Mohammed Mbye
Mohammed Mbye, född 18 juni 1989, är en svensk-gambisk fotbollsspelare som spelar för Nosaby IF.

## Karriär
Som 11-åring flyttade Mbye från Gambia till Sverige och började då spela fotboll i Hammarby IF. Sommaren 2007 flyttade han till Frankrike för spel i Rennes B-lag. Mbye spelade ett år i klubben.
I december 2008 värvades Mbye av Assyriska FF, där han skrev på ett treårskontrakt. I maj 2011 förlängde Mbye sitt kontrakt fram till 2013. Under sin tid i Assyriska blev han omskolad från innermittfältare till mittback av tränaren Rikard Norling.
I juli 2013 gick Mbye till norska Elverum. Inför säsongen 2015 värvades Mbye av Kristianstads FF (senare Kristianstad FC), där han skrev på ett tvåårskontrakt. I december 2016 värvades Mbye av Mjällby AIF. Efter säsongen 2019 lämnade han klubben.
I augusti 2020 värvades Mbye av division 2-klubben Ifö/Bromölla IF. I mars 2021 gick han till Sölvesborgs GoIF. Inför säsongen 2022 gick Mbye till IFK Hässleholm. 2023 återvände han till division 3-klubben Sölvesborgs GoIF. I februari 2024 gick Mbye till division 2-klubben Nosaby IF.